# Bram Moolenaar
Bram Moolenaar (né en 1961 à Lisse (Hollande-Méridionale) et mort le 3 août 2023) est un programmeur, ingénieur informaticien néerlandais, membre actif de la communauté du logiciel libre. Il est l'auteur, mainteneur et Benevolent Dictator for Life de Vim, un éditeur de texte très populaire parmi les développeurs et les utilisateurs de logiciel libre.
Il est également :
- Membre du NLUUG, le groupe d'utilisateurs néerlandais d'Unix.
- Responsable du projet A-A-P, un outil similaire à make.
- Fondateur et trésorier de la fondation ICCF Holland, une organisation caritative de petite taille, qui soutient les projets d'aide aux victimes du SIDA en Ouganda.

Originaire des Pays-Bas, Bram Moolenaar travaille à partir de 2006 pour Google à Zurich,,. Google lui laisse du temps libre pour qu'il puisse continuer à s'occuper de Vim.
Souffrant d'une maladie qui a rapidement progressé en quelques semaines, il meurt le 3 août 2023,,,.